# Kwale (hrabstwo)
Kwale – hrabstwo w Kenii, w dawnej Prowincji Nadmorskiej. Jego stolicą jest Kwale, a największym miastem Ukunda. Według spisu z 2019 roku zamieszkiwane jest przez 866,8 tys. mieszkańców. Większość ludzi należy do Mijikenda. 
Plaża Diani, Rezerwat Narodowy Shimba Hills i Rezerwat Słoni Mwaluganje należą do największych atrakcji turystycznych w hrabstwie. Od 2014 roku Plaża Diani uznawana jest za wiodącą plażę w Afryce przez World Travel Awards.  

## Geografia

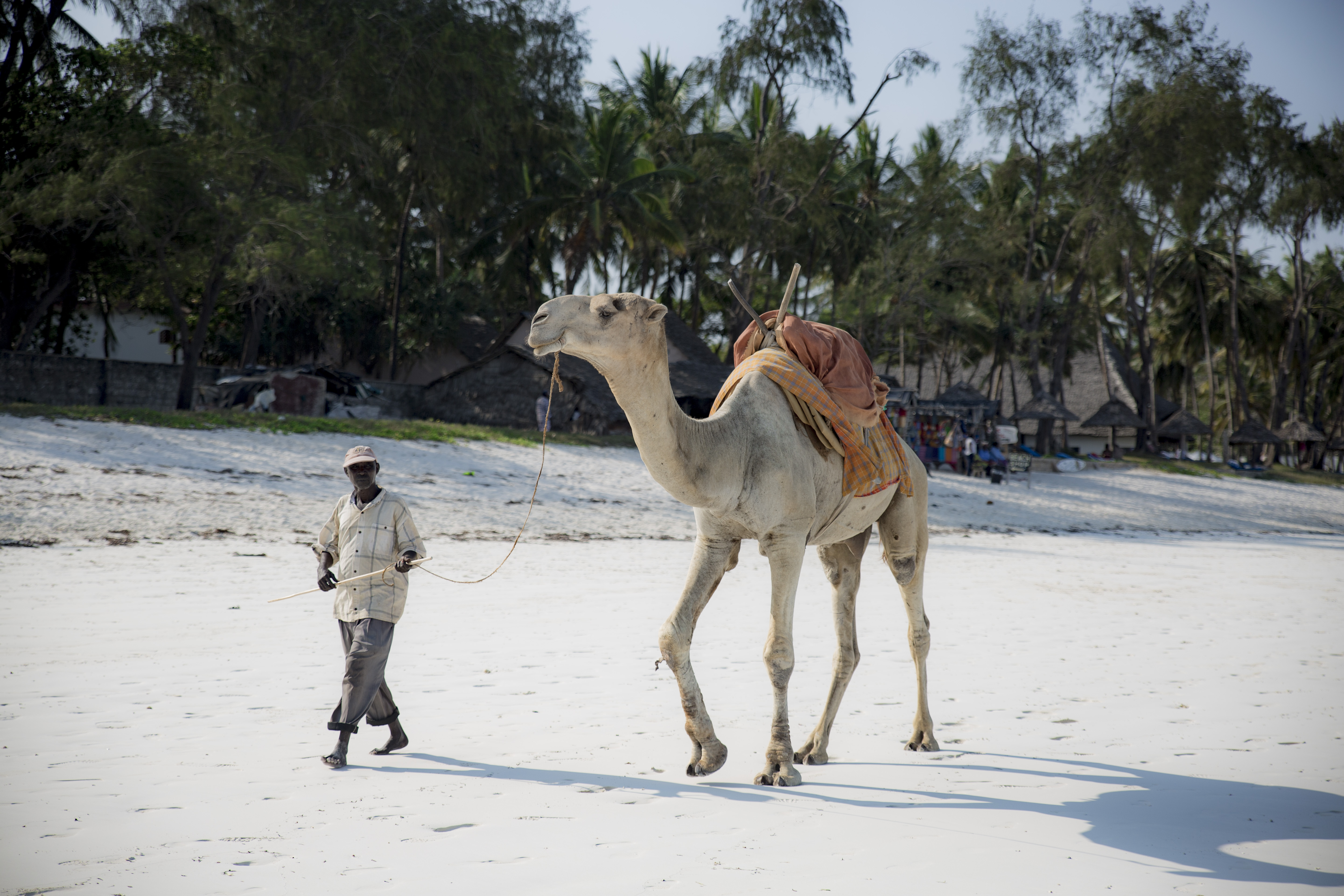
Wielbłąd na plaży Diani

Hrabstwo Kwale znajduje się na południowym wybrzeżu Kenii, graniczy z Republiką Tanzanii na południowym zachodzie i następującymi hrabstwami: Taita-Taveta na zachodzie, Kilifi na północy, Mombasą na północnym wschodzie i Oceanem Indyjskim od wschodu. 
Główne rzeki i strumienie w Kwale to: Marere, Mwaluganje i Ramisi. Wydobywa się tutaj bogate złoża tytanu.

## Religia
Struktura religijna w 2019 roku wg Spisu Powszechnego:
- islam – 60,6%
- protestantyzm – 23,1%
- inni chrześcijanie – 5,7%
- katolicyzm – 5,1%
- niezależne kościoły afrykańskie – 2,6%
- brak religii – 1,5%
- inne religie – 1,4%.